# 30 км (зупинний пункт)
30 кіломе́тр — пасажирський залізничний зупинний пункт Лиманської дирекції Донецької залізниці.
Розташований на сході міста Курахове, Покровський район, Донецької областіна лінії Рутченкове — Покровськ між станціями Красногорівка (14 км) та Роя (1 км).
Через військову агресію Росії на сході України транспортне сполучення припинене.